# Tour du Pays basque 2008
La 48e édition du Tour du Pays basque a eu lieu du 7 au 12 avril 2008. La course est la quatrième épreuve de l'UCI ProTour 2008. La victoire finale est revenue à l'Espagnol Alberto Contador, vainqueur de deux étapes.

## Présentation

### Équipes
| ProTeams (18)- AG2R-La Mondiale - Astana - Bouygues Telecom - Caisse d'Épargne - Cofidis-Le Crédit par Téléphone - Crédit agricole - CSC - Euskaltel-Euskadi - Gerolsteiner - High Road - La Française des jeux - Lampre - Liquigas - Team Milram - Quick Step - Rabobank - Saunier Duval-Scott - Silence-Lotto Équipe continentale professionnelle- Xacobeo-Galicia |
| |

## Étapes
| Étape     | Date    | Villes étapes           | type                        | Distance (km) | Vainqueur d'étape | Leader du classement général |
| --------- | ------- | ----------------------- | --------------------------- | ------------- | ----------------- | ---------------------------- |
| 1re étape | 7 avr.  | Legazpi – Legazpi       | étape vallonnée             | 137           | Alberto Contador  | Alberto Contador             |
| 2e étape  | 8 avr.  | Legazpi – Erandio       | étape vallonnée             | 153           | Kim Kirchen       | Alberto Contador             |
| 3e étape  | 9 avr.  | Erandio – Viana         | étape vallonnée             | 195           | David Herrero     | Alberto Contador             |
| 4e étape  | 10 avr. | Viana – Vitoria-Gasteiz | étape vallonnée             | 171           | Kim Kirchen       | Alberto Contador             |
| 5e étape  | 11 avr. | Vitoria-Gasteiz – Orio  | étape vallonnée             | 162           | Damiano Cunego    | Alberto Contador             |
| 6e étape  | 12 avr. | Orio – Orio             | contre-la-montre individuel | 20            | Alberto Contador  | Alberto Contador             |

## Les étapes

### 1reétape
La première étape s'est déroulée le lundi 7 avril 2008. Elle part de Legazpi pour y revenir.
Cette première étape emprunte sept côtes de deuxième et troisième catégorie, les plus élevées culminant à plus de 600 mètres.
La première offensive de la semaine est lancée par le coureur basque Egoi Martínez (Euskaltel-Euskadi), rejoint par Iban Mayoz (Karpin Galicia) et Mickaël Buffaz (Cofidis).
Ce trio passe en tête les deux premières difficultés, l'Alto de Liernia et l'Alto de Aztiria. Son avance monte jusqu'à près de quatre minutes, avant que le peloton lancé par Caisse d'Épargne, Astana et Silence-Lotto ne commence à réduire l'écart. Martínez passe le premier à l'Alto de Deskarga au soixantième kilomètre, tandis que la pluie a commencé à tomber. Ne pouvant suivre le rythme de ses compagnons, Buffaz est repris par le peloton dans la descente suivant le second passage de l'Alto de Aztiria.
La dernière ascension de l'Alto de Deskarga est fatale au duo d'échappés qui voit le retour du peloton. Ezequiel Mosquera (Karpin Galicia) est en tête au sommet, suivi d'Alberto Contador. Les deux coureurs distancent leurs poursuivants dans la descente vers Legazpi. Dans le dernier kilomètre, Contador attaque et franchi la ligne d'arrivée avec trois secondes d'avance sur son compatriote. Le premier peloton, arrivant huit secondes après le vainqueur est réglé au sprint par David Herrero devant Damiano Cunego et Riccardo Riccò.
Contador revêt logiquement le maillot jaune de leader. Egoi Martínez, passé en tête des six premières côtes, domine le premier classement de la montagne et Iban Mayoz celui des sprints intermédiaires (Metas volantes). Bien que son équipe, avec deux coureurs sur le podium de l'étape, ait été très en vue sur cette étape, c'est la formation Saunier Duval-Scott qui devance la Rabobank avec le même temps au classement par équipes.
| \| Classement de l'étape \| Classement de l'étape \| Classement de l'étape \| Classement de l'étape \| Classement de l'étape \| \| Coureur \| Coureur \| Pays \| Équipe \| Temps \| \| --------------------- \| --------------------- \| --------------------- \| ------------------------------- \| --------------------- \| \| 1er \| Alberto Contador \| Espagne \| Astana \| 3 h 39 min 22 s \| \| 2e \| Ezequiel Mosquera \| Espagne \| Karpin Galicia \| + 3 s \| \| 3e \| David Herrero \| Espagne \| Karpin Galicia \| + 8 s \| \| 4e \| Damiano Cunego \| Italie \| Lampre \| + 8 s \| \| 5e \| Riccardo Riccò \| Italie \| Saunier Duval-Scott \| + 8 s \| \| 6e \| Davide Rebellin \| Italie \| Gerolsteiner \| + 8 s \| \| 7e \| Peter Velits \| Slovaquie \| Team Milram \| + 8 s \| \| 8e \| Maxime Monfort \| Belgique \| Cofidis-Le Crédit par Téléphone \| + 8 s \| \| 9e \| Joaquim Rodríguez \| Espagne \| Caisse d'Épargne \| + 8 s \| \| 10e \| Yury Trofimov \| Russie \| Bouygues Telecom \| + 8 s \| |                   |           |                                 |                 |
| |                   |           |                                 |                 |
| |                   |           |                                 |                 |
| Classement de l'étape |                   |           |                                 |                 |
| Coureur | Coureur           | Pays      | Équipe                          | Temps           |
| 1er | Alberto Contador  | Espagne   | Astana                          | 3 h 39 min 22 s |
| 2e | Ezequiel Mosquera | Espagne   | Karpin Galicia                  | + 3 s           |
| 3e | David Herrero     | Espagne   | Karpin Galicia                  | + 8 s           |
| 4e | Damiano Cunego    | Italie    | Lampre                          | + 8 s           |
| 5e | Riccardo Riccò    | Italie    | Saunier Duval-Scott             | + 8 s           |
| 6e | Davide Rebellin   | Italie    | Gerolsteiner                    | + 8 s           |
| 7e | Peter Velits      | Slovaquie | Team Milram                     | + 8 s           |
| 8e | Maxime Monfort    | Belgique  | Cofidis-Le Crédit par Téléphone | + 8 s           |
| 9e | Joaquim Rodríguez | Espagne   | Caisse d'Épargne                | + 8 s           |
| 10e | Yury Trofimov     | Russie    | Bouygues Telecom                | + 8 s           |

| \| Classement général \| Classement général \| Classement général \| Classement général \| Classement général \| \| Coureur \| Coureur \| Pays \| Équipe \| Temps \| \| ------------------ \| ------------------ \| ------------------ \| ------------------------------- \| ------------------ \| \| 1er \| Alberto Contador \| Espagne \| Astana \| 3 h 39 min 22 s \| \| 2e \| Ezequiel Mosquera \| Espagne \| Karpin Galicia \| + 3 s \| \| 3e \| David Herrero \| Espagne \| Karpin Galicia \| + 8 s \| \| 4e \| Damiano Cunego \| Italie \| Lampre \| + 8 s \| \| 5e \| Riccardo Riccò \| Italie \| Saunier Duval-Scott \| + 8 s \| \| 6e \| Davide Rebellin \| Italie \| Gerolsteiner \| + 8 s \| \| 7e \| Peter Velits \| Slovaquie \| Team Milram \| + 8 s \| \| 8e \| Maxime Monfort \| Belgique \| Cofidis-Le Crédit par Téléphone \| + 8 s \| \| 9e \| Joaquim Rodríguez \| Espagne \| Caisse d'Épargne \| + 8 s \| \| 10e \| Yury Trofimov \| Russie \| Bouygues Telecom \| + 8 s \| |                   |           |                                 |                 |
| |                   |           |                                 |                 |
| |                   |           |                                 |                 |
| Classement général |                   |           |                                 |                 |
| Coureur | Coureur           | Pays      | Équipe                          | Temps           |
| 1er | Alberto Contador  | Espagne   | Astana                          | 3 h 39 min 22 s |
| 2e | Ezequiel Mosquera | Espagne   | Karpin Galicia                  | + 3 s           |
| 3e | David Herrero     | Espagne   | Karpin Galicia                  | + 8 s           |
| 4e | Damiano Cunego    | Italie    | Lampre                          | + 8 s           |
| 5e | Riccardo Riccò    | Italie    | Saunier Duval-Scott             | + 8 s           |
| 6e | Davide Rebellin   | Italie    | Gerolsteiner                    | + 8 s           |
| 7e | Peter Velits      | Slovaquie | Team Milram                     | + 8 s           |
| 8e | Maxime Monfort    | Belgique  | Cofidis-Le Crédit par Téléphone | + 8 s           |
| 9e | Joaquim Rodríguez | Espagne   | Caisse d'Épargne                | + 8 s           |
| 10e | Yury Trofimov     | Russie    | Bouygues Telecom                | + 8 s           |

### 2eétape
La deuxième étape s'est déroulée le mardi 8 avril 2008 entre Legazpi et Erandio sur 153 kilomoètres.
Cette étape fut réglée au sprint par le luxembourgeois Kim Kirchen.
| \| Classement de l'étape \| Classement de l'étape \| Classement de l'étape \| Classement de l'étape \| Classement de l'étape \| \| Coureur \| Coureur \| Pays \| Équipe \| Temps \| \| --------------------- \| --------------------- \| --------------------- \| ------------------------------- \| --------------------- \| \| 1er \| Kim Kirchen \| Luxembourg \| High Road \| 3 h 40 min 42 s \| \| 2e \| Paolo Bettini \| Italie \| Quick Step \| + 0 s \| \| 3e \| David Herrero \| Espagne \| Karpin Galicia \| + 0 s \| \| 4e \| Rinaldo Nocentini \| Italie \| AG2R-La Mondiale \| + 0 s \| \| 5e \| Damiano Cunego \| Italie \| Lampre \| + 0 s \| \| 6e \| Francesco Gavazzi \| Italie \| Lampre \| + 0 s \| \| 7e \| Alexander Efimkin \| Russie \| Quick Step \| + 0 s \| \| 8e \| Leonardo Duque \| Colombie \| Cofidis-Le Crédit par Téléphone \| + 0 s \| \| 9e \| Cadel Evans \| Australie \| Silence-Lotto \| + 0 s \| \| 10e \| Iñaki Isasi \| Espagne \| Euskaltel-Euskadi \| + 0 s \| |                   |            |                                 |                 |
| |                   |            |                                 |                 |
| |                   |            |                                 |                 |
| Classement de l'étape |                   |            |                                 |                 |
| Coureur | Coureur           | Pays       | Équipe                          | Temps           |
| 1er | Kim Kirchen       | Luxembourg | High Road                       | 3 h 40 min 42 s |
| 2e | Paolo Bettini     | Italie     | Quick Step                      | + 0 s           |
| 3e | David Herrero     | Espagne    | Karpin Galicia                  | + 0 s           |
| 4e | Rinaldo Nocentini | Italie     | AG2R-La Mondiale                | + 0 s           |
| 5e | Damiano Cunego    | Italie     | Lampre                          | + 0 s           |
| 6e | Francesco Gavazzi | Italie     | Lampre                          | + 0 s           |
| 7e | Alexander Efimkin | Russie     | Quick Step                      | + 0 s           |
| 8e | Leonardo Duque    | Colombie   | Cofidis-Le Crédit par Téléphone | + 0 s           |
| 9e | Cadel Evans       | Australie  | Silence-Lotto                   | + 0 s           |
| 10e | Iñaki Isasi       | Espagne    | Euskaltel-Euskadi               | + 0 s           |

| \| Classement général \| Classement général \| Classement général \| Classement général \| Classement général \| \| Coureur \| Coureur \| Pays \| Équipe \| Temps \| \| ------------------ \| ------------------ \| ------------------ \| ------------------------------- \| ------------------ \| \| 1er \| Alberto Contador \| Espagne \| Astana \| 7 h 20 min 04 s \| \| 2e \| Ezequiel Mosquera \| Espagne \| Karpin Galicia \| + 3 s \| \| 3e \| David Herrero \| Espagne \| Karpin Galicia \| + 8 s \| \| 4e \| Damiano Cunego \| Italie \| Lampre \| + 8 s \| \| 5e \| Peter Velits \| Slovaquie \| Team Milram \| + 8 s \| \| 6e \| Kim Kirchen \| Luxembourg \| High Road \| + 8 s \| \| 7e \| Cadel Evans \| Australie \| Silence-Lotto \| + 8 s \| \| 8e \| Mikel Astarloza \| Espagne \| Euskaltel-Euskadi \| + 8 s \| \| 9e \| Mauricio Ardila \| Colombie \| Rabobank \| + 8 s \| \| 10e \| Maxime Monfort \| Belgique \| Cofidis-Le Crédit par Téléphone \| + 8 s \| |                   |            |                                 |                 |
| |                   |            |                                 |                 |
| |                   |            |                                 |                 |
| Classement général |                   |            |                                 |                 |
| Coureur | Coureur           | Pays       | Équipe                          | Temps           |
| 1er | Alberto Contador  | Espagne    | Astana                          | 7 h 20 min 04 s |
| 2e | Ezequiel Mosquera | Espagne    | Karpin Galicia                  | + 3 s           |
| 3e | David Herrero     | Espagne    | Karpin Galicia                  | + 8 s           |
| 4e | Damiano Cunego    | Italie     | Lampre                          | + 8 s           |
| 5e | Peter Velits      | Slovaquie  | Team Milram                     | + 8 s           |
| 6e | Kim Kirchen       | Luxembourg | High Road                       | + 8 s           |
| 7e | Cadel Evans       | Australie  | Silence-Lotto                   | + 8 s           |
| 8e | Mikel Astarloza   | Espagne    | Euskaltel-Euskadi               | + 8 s           |
| 9e | Mauricio Ardila   | Colombie   | Rabobank                        | + 8 s           |
| 10e | Maxime Monfort    | Belgique   | Cofidis-Le Crédit par Téléphone | + 8 s           |

### 3eétape
La troisième étape s'est déroulée le mercredi 9 avril 2008 entre Erandio et Viana.
| \| Classement de l'étape \| Classement de l'étape \| Classement de l'étape \| Classement de l'étape \| Classement de l'étape \| \| Coureur \| Coureur \| Pays \| Équipe \| Temps \| \| --------------------- \| --------------------- \| --------------------- \| ------------------------------- \| --------------------- \| \| 1er \| David Herrero \| Espagne \| Karpin Galicia \| 4 h 54 min 24 s \| \| 2e \| Luis León Sánchez \| Espagne \| Caisse d'Épargne \| + 0 s \| \| 3e \| Paolo Bettini \| Italie \| Quick Step \| + 0 s \| \| 4e \| Leonardo Duque \| Colombie \| Cofidis-Le Crédit par Téléphone \| + 0 s \| \| 5e \| Michael Albasini \| Suisse \| Liquigas \| + 0 s \| \| 6e \| Davide Rebellin \| Italie \| Gerolsteiner \| + 0 s \| \| 7e \| Damiano Cunego \| Italie \| Lampre \| + 0 s \| \| 8e \| Rinaldo Nocentini \| Italie \| AG2R-La Mondiale \| + 0 s \| \| 9e \| Kim Kirchen \| Luxembourg \| High Road \| + 0 s \| \| 10e \| David de la Fuente \| Espagne \| Saunier Duval-Scott \| + 0 s \| |                    |            |                                 |                 |
| |                    |            |                                 |                 |
| |                    |            |                                 |                 |
| Classement de l'étape |                    |            |                                 |                 |
| Coureur | Coureur            | Pays       | Équipe                          | Temps           |
| 1er | David Herrero      | Espagne    | Karpin Galicia                  | 4 h 54 min 24 s |
| 2e | Luis León Sánchez  | Espagne    | Caisse d'Épargne                | + 0 s           |
| 3e | Paolo Bettini      | Italie     | Quick Step                      | + 0 s           |
| 4e | Leonardo Duque     | Colombie   | Cofidis-Le Crédit par Téléphone | + 0 s           |
| 5e | Michael Albasini   | Suisse     | Liquigas                        | + 0 s           |
| 6e | Davide Rebellin    | Italie     | Gerolsteiner                    | + 0 s           |
| 7e | Damiano Cunego     | Italie     | Lampre                          | + 0 s           |
| 8e | Rinaldo Nocentini  | Italie     | AG2R-La Mondiale                | + 0 s           |
| 9e | Kim Kirchen        | Luxembourg | High Road                       | + 0 s           |
| 10e | David de la Fuente | Espagne    | Saunier Duval-Scott             | + 0 s           |

| \| Classement général \| Classement général \| Classement général \| Classement général \| Classement général \| \| Coureur \| Coureur \| Pays \| Équipe \| Temps \| \| ------------------ \| ------------------ \| ------------------ \| ------------------ \| ------------------ \| \| 1er \| Alberto Contador \| Espagne \| Astana \| 12 h 14 min 28 s \| \| 2e \| Ezequiel Mosquera \| Espagne \| Karpin Galicia \| + 3 s \| \| 3e \| David Herrero \| Espagne \| Karpin Galicia \| + 8 s \| \| 4e \| Damiano Cunego \| Italie \| Lampre \| + 8 s \| \| 5e \| Kim Kirchen \| Luxembourg \| High Road \| + 8 s \| \| 6e \| Peter Velits \| Slovaquie \| Team Milram \| + 8 s \| \| 7e \| Mikel Astarloza \| Espagne \| Euskaltel-Euskadi \| + 8 s \| \| 8e \| Cadel Evans \| Australie \| Silence-Lotto \| + 8 s \| \| 9e \| Patxi Vila \| Espagne \| Lampre \| + 8 s \| \| 10e \| Mauricio Ardila \| Colombie \| Rabobank \| + 8 s \| |                   |            |                   |                  |
| |                   |            |                   |                  |
| |                   |            |                   |                  |
| Classement général |                   |            |                   |                  |
| Coureur | Coureur           | Pays       | Équipe            | Temps            |
| 1er | Alberto Contador  | Espagne    | Astana            | 12 h 14 min 28 s |
| 2e | Ezequiel Mosquera | Espagne    | Karpin Galicia    | + 3 s            |
| 3e | David Herrero     | Espagne    | Karpin Galicia    | + 8 s            |
| 4e | Damiano Cunego    | Italie     | Lampre            | + 8 s            |
| 5e | Kim Kirchen       | Luxembourg | High Road         | + 8 s            |
| 6e | Peter Velits      | Slovaquie  | Team Milram       | + 8 s            |
| 7e | Mikel Astarloza   | Espagne    | Euskaltel-Euskadi | + 8 s            |
| 8e | Cadel Evans       | Australie  | Silence-Lotto     | + 8 s            |
| 9e | Patxi Vila        | Espagne    | Lampre            | + 8 s            |
| 10e | Mauricio Ardila   | Colombie   | Rabobank          | + 8 s            |

### 4eétape
La quatrième étape s'est déroulée le jeudi 10 avril 2008 entre Viana et Vitoria.
| \| Classement de l'étape \| Classement de l'étape \| Classement de l'étape \| Classement de l'étape \| Classement de l'étape \| \| Coureur \| Coureur \| Pays \| Équipe \| Temps \| \| --------------------- \| --------------------- \| --------------------- \| --------------------- \| --------------------- \| \| 1er \| Kim Kirchen \| Luxembourg \| High Road \| 4 h 17 min 33 s \| \| 2e \| Morris Possoni \| Italie \| High Road \| + 0 s \| \| 3e \| David Herrero \| Espagne \| Karpin Galicia \| + 0 s \| \| 4e \| Michael Albasini \| Suisse \| Liquigas \| + 0 s \| \| 5e \| Matthew Lloyd \| Australie \| Silence-Lotto \| + 0 s \| \| 6e \| Fabian Wegmann \| Allemagne \| Gerolsteiner \| + 0 s \| \| 7e \| Amets Txurruka \| Espagne \| Euskaltel-Euskadi \| + 0 s \| \| 8e \| Xavier Florencio \| Espagne \| Bouygues Telecom \| + 0 s \| \| 9e \| Stefan Schumacher \| Allemagne \| Gerolsteiner \| + 0 s \| \| 10e \| Peter Velits \| Slovaquie \| Team Milram \| + 0 s \| |                   |            |                   |                 |
| |                   |            |                   |                 |
| |                   |            |                   |                 |
| Classement de l'étape |                   |            |                   |                 |
| Coureur | Coureur           | Pays       | Équipe            | Temps           |
| 1er | Kim Kirchen       | Luxembourg | High Road         | 4 h 17 min 33 s |
| 2e | Morris Possoni    | Italie     | High Road         | + 0 s           |
| 3e | David Herrero     | Espagne    | Karpin Galicia    | + 0 s           |
| 4e | Michael Albasini  | Suisse     | Liquigas          | + 0 s           |
| 5e | Matthew Lloyd     | Australie  | Silence-Lotto     | + 0 s           |
| 6e | Fabian Wegmann    | Allemagne  | Gerolsteiner      | + 0 s           |
| 7e | Amets Txurruka    | Espagne    | Euskaltel-Euskadi | + 0 s           |
| 8e | Xavier Florencio  | Espagne    | Bouygues Telecom  | + 0 s           |
| 9e | Stefan Schumacher | Allemagne  | Gerolsteiner      | + 0 s           |
| 10e | Peter Velits      | Slovaquie  | Team Milram       | + 0 s           |

| \| Classement général \| Classement général \| Classement général \| Classement général \| Classement général \| \| Coureur \| Coureur \| Pays \| Équipe \| Temps \| \| ------------------ \| ------------------ \| ------------------ \| ------------------------------- \| ------------------ \| \| 1er \| Alberto Contador \| Espagne \| Astana \| 16 h 32 min 01 s \| \| 2e \| Ezequiel Mosquera \| Espagne \| Karpin Galicia \| + 3 s \| \| 3e \| David Herrero \| Espagne \| Karpin Galicia \| + 8 s \| \| 4e \| Damiano Cunego \| Italie \| Lampre \| + 8 s \| \| 5e \| Kim Kirchen \| Luxembourg \| High Road \| + 8 s \| \| 6e \| Peter Velits \| Slovaquie \| Team Milram \| + 8 s \| \| 7e \| Cadel Evans \| Australie \| Silence-Lotto \| + 8 s \| \| 8e \| Mikel Astarloza \| Espagne \| Euskaltel-Euskadi \| + 8 s \| \| 9e \| Patxi Vila \| Espagne \| Lampre \| + 8 s \| \| 10e \| Maxime Monfort \| Belgique \| Cofidis-Le Crédit par Téléphone \| + 8 s \| |                   |            |                                 |                  |
| |                   |            |                                 |                  |
| |                   |            |                                 |                  |
| Classement général |                   |            |                                 |                  |
| Coureur | Coureur           | Pays       | Équipe                          | Temps            |
| 1er | Alberto Contador  | Espagne    | Astana                          | 16 h 32 min 01 s |
| 2e | Ezequiel Mosquera | Espagne    | Karpin Galicia                  | + 3 s            |
| 3e | David Herrero     | Espagne    | Karpin Galicia                  | + 8 s            |
| 4e | Damiano Cunego    | Italie     | Lampre                          | + 8 s            |
| 5e | Kim Kirchen       | Luxembourg | High Road                       | + 8 s            |
| 6e | Peter Velits      | Slovaquie  | Team Milram                     | + 8 s            |
| 7e | Cadel Evans       | Australie  | Silence-Lotto                   | + 8 s            |
| 8e | Mikel Astarloza   | Espagne    | Euskaltel-Euskadi               | + 8 s            |
| 9e | Patxi Vila        | Espagne    | Lampre                          | + 8 s            |
| 10e | Maxime Monfort    | Belgique   | Cofidis-Le Crédit par Téléphone | + 8 s            |

### 5eétape
La cinquième étape s'est déroulée le vendredi 11 avril 2008 entre Vitoria et Orio.
| \| Classement de l'étape \| Classement de l'étape \| Classement de l'étape \| Classement de l'étape \| Classement de l'étape \| \| Coureur \| Coureur \| Pays \| Équipe \| Temps \| \| --------------------- \| --------------------- \| --------------------- \| ------------------------------- \| --------------------- \| \| 1er \| Damiano Cunego \| Italie \| Lampre \| 4 h 02 min 48 s \| \| 2e \| Alberto Contador \| Espagne \| Astana \| + 0 s \| \| 3e \| Thomas Dekker \| Pays-Bas \| Rabobank \| + 0 s \| \| 4e \| Kim Kirchen \| Luxembourg \| High Road \| + 0 s \| \| 5e \| Davide Rebellin \| Italie \| Gerolsteiner \| + 0 s \| \| 6e \| Joaquim Rodríguez \| Espagne \| Caisse d'Épargne \| + 0 s \| \| 7e \| Ezequiel Mosquera \| Espagne \| Karpin Galicia \| + 15 s \| \| 8e \| Maxime Monfort \| Belgique \| Cofidis-Le Crédit par Téléphone \| + 0 s \| \| 9e \| Mikel Astarloza \| Espagne \| Euskaltel-Euskadi \| + 0 s \| \| 10e \| Igor Antón \| Espagne \| Euskaltel-Euskadi \| + 20 s \| |                   |            |                                 |                 |
| |                   |            |                                 |                 |
| |                   |            |                                 |                 |
| Classement de l'étape |                   |            |                                 |                 |
| Coureur | Coureur           | Pays       | Équipe                          | Temps           |
| 1er | Damiano Cunego    | Italie     | Lampre                          | 4 h 02 min 48 s |
| 2e | Alberto Contador  | Espagne    | Astana                          | + 0 s           |
| 3e | Thomas Dekker     | Pays-Bas   | Rabobank                        | + 0 s           |
| 4e | Kim Kirchen       | Luxembourg | High Road                       | + 0 s           |
| 5e | Davide Rebellin   | Italie     | Gerolsteiner                    | + 0 s           |
| 6e | Joaquim Rodríguez | Espagne    | Caisse d'Épargne                | + 0 s           |
| 7e | Ezequiel Mosquera | Espagne    | Karpin Galicia                  | + 15 s          |
| 8e | Maxime Monfort    | Belgique   | Cofidis-Le Crédit par Téléphone | + 0 s           |
| 9e | Mikel Astarloza   | Espagne    | Euskaltel-Euskadi               | + 0 s           |
| 10e | Igor Antón        | Espagne    | Euskaltel-Euskadi               | + 20 s          |

| \| Classement général \| Classement général \| Classement général \| Classement général \| Classement général \| \| Coureur \| Coureur \| Pays \| Équipe \| Temps \| \| ------------------ \| ------------------ \| ------------------ \| ------------------------------- \| ------------------ \| \| 1er \| Alberto Contador \| Espagne \| Astana \| 20 h 34 min 49 s \| \| 2e \| Damiano Cunego \| Italie \| Lampre \| + 8 s \| \| 3e \| Kim Kirchen \| Luxembourg \| High Road \| + 8 s \| \| 4e \| Davide Rebellin \| Italie \| Gerolsteiner \| + 8 s \| \| 5e \| Thomas Dekker \| Pays-Bas \| Rabobank \| + 8 s \| \| 6e \| Ezequiel Mosquera \| Espagne \| Karpin Galicia \| + 8 s \| \| 7e \| Maxime Monfort \| Belgique \| Cofidis-Le Crédit par Téléphone \| + 8 s \| \| 8e \| Mikel Astarloza \| Espagne \| Euskaltel-Euskadi \| + 8 s \| \| 9e \| Igor Antón \| Espagne \| Euskaltel-Euskadi \| + 8 s \| \| 10e \| Cadel Evans \| Australie \| Silence-Lotto \| + 8 s \| |                   |            |                                 |                  |
| |                   |            |                                 |                  |
| |                   |            |                                 |                  |
| Classement général |                   |            |                                 |                  |
| Coureur | Coureur           | Pays       | Équipe                          | Temps            |
| 1er | Alberto Contador  | Espagne    | Astana                          | 20 h 34 min 49 s |
| 2e | Damiano Cunego    | Italie     | Lampre                          | + 8 s            |
| 3e | Kim Kirchen       | Luxembourg | High Road                       | + 8 s            |
| 4e | Davide Rebellin   | Italie     | Gerolsteiner                    | + 8 s            |
| 5e | Thomas Dekker     | Pays-Bas   | Rabobank                        | + 8 s            |
| 6e | Ezequiel Mosquera | Espagne    | Karpin Galicia                  | + 8 s            |
| 7e | Maxime Monfort    | Belgique   | Cofidis-Le Crédit par Téléphone | + 8 s            |
| 8e | Mikel Astarloza   | Espagne    | Euskaltel-Euskadi               | + 8 s            |
| 9e | Igor Antón        | Espagne    | Euskaltel-Euskadi               | + 8 s            |
| 10e | Cadel Evans       | Australie  | Silence-Lotto                   | + 8 s            |

* À la suite d'une chute dans les derniers kilomètres, ces coureurs sont classés dans le temps du vainqueur.

### 6eétape
La sixième et dernière étape s'est déroulée le samedi 12 avril 2008 entre Orio et Orio. Il s'agissait d'un contre-la-montre individuel.
| \| Classement de l'étape \| Classement de l'étape \| Classement de l'étape \| Classement de l'étape \| Classement de l'étape \| \| Coureur \| Coureur \| Pays \| Équipe \| Temps \| \| --------------------- \| --------------------- \| --------------------- \| ------------------------------- \| --------------------- \| \| 1er \| Alberto Contador \| Espagne \| Astana \| 29 min 10 s \| \| 2e \| Cadel Evans \| Australie \| Silence-Lotto \| + 22 s \| \| 3e \| Thomas Dekker \| Pays-Bas \| Rabobank \| + 27 s \| \| 4e \| Damiano Cunego \| Italie \| Lampre \| + 49 s \| \| 5e \| Robert Gesink \| Pays-Bas \| Rabobank \| + 1 min 16 s \| \| 6e \| Maxime Monfort \| Belgique \| Cofidis-Le Crédit par Téléphone \| + 1 min 17 s \| \| 7e \| Stefan Schumacher \| Allemagne \| Gerolsteiner \| + 1 min 17 s \| \| 8e \| Christopher Horner \| États-Unis \| Astana \| + 1 min 17 s \| \| 9e \| Sandy Casar \| France \| La Française des jeux \| + 1 min 23 s \| \| 10e \| Marco Pinotti \| Italie \| High Road \| + 1 min 23 s \| |                    |            |                                 |              |
| |                    |            |                                 |              |
| |                    |            |                                 |              |
| Classement de l'étape |                    |            |                                 |              |
| Coureur | Coureur            | Pays       | Équipe                          | Temps        |
| 1er | Alberto Contador   | Espagne    | Astana                          | 29 min 10 s  |
| 2e | Cadel Evans        | Australie  | Silence-Lotto                   | + 22 s       |
| 3e | Thomas Dekker      | Pays-Bas   | Rabobank                        | + 27 s       |
| 4e | Damiano Cunego     | Italie     | Lampre                          | + 49 s       |
| 5e | Robert Gesink      | Pays-Bas   | Rabobank                        | + 1 min 16 s |
| 6e | Maxime Monfort     | Belgique   | Cofidis-Le Crédit par Téléphone | + 1 min 17 s |
| 7e | Stefan Schumacher  | Allemagne  | Gerolsteiner                    | + 1 min 17 s |
| 8e | Christopher Horner | États-Unis | Astana                          | + 1 min 17 s |
| 9e | Sandy Casar        | France     | La Française des jeux           | + 1 min 23 s |
| 10e | Marco Pinotti      | Italie     | High Road                       | + 1 min 23 s |

## Classements

### Classement général
| \| Classement général \| Classement général \| Classement général \| Classement général \| Classement général \| \| Coureur \| Coureur \| Pays \| Équipe \| Temps \| \| ------------------ \| -------------------------- \| ------------------ \| ------------------------------- \| ------------------ \| \| 1er \| Alberto Contador \| Espagne \| Astana \| 21 h 03 min 59 s \| \| 2e \| Cadel Evans \| Australie \| Silence-Lotto \| + 30 s \| \| 3e \| Thomas Dekker \| Pays-Bas \| Rabobank \| DQ \| \| 4e \| Damiano Cunego \| Italie \| Lampre \| + 57 s \| \| 5e \| Maxime Monfort \| Belgique \| Cofidis-Le Crédit par Téléphone \| + 1 min 25 s \| \| 6e \| Mikel Astarloza \| Espagne \| Euskaltel-Euskadi \| + 1 min 37 s \| \| 7e \| Kim Kirchen \| Luxembourg \| High Road \| + 1 min 43 s \| \| 8e \| Sandy Casar \| France \| La Française des jeux \| + 2 min 03 s \| \| 9e \| Ezequiel Mosquera \| Espagne \| Karpin Galicia \| + 2 min 03 s \| \| 10e \| Fränk Schleck \| Luxembourg \| CSC \| + 2 min 05 s \| \| 11e \| Davide Rebellin \| Italie \| Gerolsteiner \| + 2 min 15 s \| \| 12e \| Robert Gesink \| Pays-Bas \| Rabobank \| + 2 min 36 s \| \| 13e \| Igor Antón \| Espagne \| Euskaltel-Euskadi \| + 2 min 41 s \| \| 14e \| David López García \| Espagne \| Caisse d'Épargne \| + 2 min 47 s \| \| 15e \| Marco Pinotti \| Italie \| High Road \| + 2 min 55 s \| \| 16e \| Stefan Schumacher \| Allemagne \| Gerolsteiner \| + 3 min 17 s \| \| 17e \| Patxi Vila \| Espagne \| Lampre \| + 3 min 18 s \| \| 18e \| Johann Tschopp \| Suisse \| Bouygues Telecom \| + 3 min 50 s \| \| 19e \| José Ángel Gómez Marchante \| Espagne \| Saunier Duval-Scott \| + 4 min 00 s \| \| 20e \| Mauricio Ardila \| Colombie \| Rabobank \| + 4 min 34 s \| |                            |            |                                 |                  |
| |                            |            |                                 |                  |
| |                            |            |                                 |                  |
| Classement général |                            |            |                                 |                  |
| Coureur | Coureur                    | Pays       | Équipe                          | Temps            |
| 1er | Alberto Contador           | Espagne    | Astana                          | 21 h 03 min 59 s |
| 2e | Cadel Evans                | Australie  | Silence-Lotto                   | + 30 s           |
| 3e | Thomas Dekker              | Pays-Bas   | Rabobank                        | DQ               |
| 4e | Damiano Cunego             | Italie     | Lampre                          | + 57 s           |
| 5e | Maxime Monfort             | Belgique   | Cofidis-Le Crédit par Téléphone | + 1 min 25 s     |
| 6e | Mikel Astarloza            | Espagne    | Euskaltel-Euskadi               | + 1 min 37 s     |
| 7e | Kim Kirchen                | Luxembourg | High Road                       | + 1 min 43 s     |
| 8e | Sandy Casar                | France     | La Française des jeux           | + 2 min 03 s     |
| 9e | Ezequiel Mosquera          | Espagne    | Karpin Galicia                  | + 2 min 03 s     |
| 10e | Fränk Schleck              | Luxembourg | CSC                             | + 2 min 05 s     |
| 11e | Davide Rebellin            | Italie     | Gerolsteiner                    | + 2 min 15 s     |
| 12e | Robert Gesink              | Pays-Bas   | Rabobank                        | + 2 min 36 s     |
| 13e | Igor Antón                 | Espagne    | Euskaltel-Euskadi               | + 2 min 41 s     |
| 14e | David López García         | Espagne    | Caisse d'Épargne                | + 2 min 47 s     |
| 15e | Marco Pinotti              | Italie     | High Road                       | + 2 min 55 s     |
| 16e | Stefan Schumacher          | Allemagne  | Gerolsteiner                    | + 3 min 17 s     |
| 17e | Patxi Vila                 | Espagne    | Lampre                          | + 3 min 18 s     |
| 18e | Johann Tschopp             | Suisse     | Bouygues Telecom                | + 3 min 50 s     |
| 19e | José Ángel Gómez Marchante | Espagne    | Saunier Duval-Scott             | + 4 min 00 s     |
| 20e | Mauricio Ardila            | Colombie   | Rabobank                        | + 4 min 34 s     |

En raison d'un contrôle antidopage positif à l'EPO, effectué en décembre 2007 et réanalysé en 2009, les résultats de Thomas Dekker postérieurs au 24 décembre 2007 sont annulés

### Classements annexes
| Classement par points | Classement par points | Classement par points | Classement par points           | Classement par points |
| Coureur               | Coureur               | Pays                  | Équipe                          | Points                |
| --------------------- | --------------------- | --------------------- | ------------------------------- | --------------------- |
| 1er                   | Damiano Cunego        | Italie                | Lampre                          | 79 pts                |
| 2e                    | Kim Kirchen           | Luxembourg            | High Road                       | 75 pts                |
| 3e                    | Alberto Contador      | Espagne               | Astana                          | 70 pts                |
| 4e                    | Thomas Dekker         | Pays-Bas              | Rabobank                        | DQ                    |
| 5e                    | Davide Rebellin       | Italie                | Gerolsteiner                    | 32 pts                |
| 6e                    | Cadel Evans           | Australie             | Silence-Lotto                   | 30 pts                |
| 7e                    | Ezequiel Mosquera     | Espagne               | Karpin Galicia                  | 30 pts                |
| 8e                    | Maxime Monfort        | Belgique              | Cofidis-Le Crédit par Téléphone | 26 pts                |
| 9e                    | Michael Albasini      | Suisse                | Liquigas                        | 26 pts                |
| 10e                   | Leonardo Duque        | Colombie              | Cofidis-Le Crédit par Téléphone | 23 pts                |

| Classement par points | Classement par points | Classement par points | Classement par points           | Classement par points |
| Coureur               | Coureur               | Pays                  | Équipe                          | Points                |
| --------------------- | --------------------- | --------------------- | ------------------------------- | --------------------- |
| 1er                   | Damiano Cunego        | Italie                | Lampre                          | 79 pts                |
| 2e                    | Kim Kirchen           | Luxembourg            | High Road                       | 75 pts                |
| 3e                    | Alberto Contador      | Espagne               | Astana                          | 70 pts                |
| 4e                    | Thomas Dekker         | Pays-Bas              | Rabobank                        | DQ                    |
| 5e                    | Davide Rebellin       | Italie                | Gerolsteiner                    | 32 pts                |
| 6e                    | Cadel Evans           | Australie             | Silence-Lotto                   | 30 pts                |
| 7e                    | Ezequiel Mosquera     | Espagne               | Karpin Galicia                  | 30 pts                |
| 8e                    | Maxime Monfort        | Belgique              | Cofidis-Le Crédit par Téléphone | 26 pts                |
| 9e                    | Michael Albasini      | Suisse                | Liquigas                        | 26 pts                |
| 10e                   | Leonardo Duque        | Colombie              | Cofidis-Le Crédit par Téléphone | 23 pts                |

| Classement de la montagne | Classement de la montagne | Classement de la montagne | Classement de la montagne | Classement de la montagne |
| Coureur                   | Coureur                   | Pays                      | Équipe                    | Points                    |
| ------------------------- | ------------------------- | ------------------------- | ------------------------- | ------------------------- |
| 1er                       | Egoi Martínez             | Espagne                   | Euskaltel-Euskadi         | 46 pts                    |
| 2e                        | Morris Possoni            | Italie                    | High Road                 | 33 pts                    |
| 3e                        | Amets Txurruka            | Espagne                   | Euskaltel-Euskadi         | 24 pts                    |
| 4e                        | Íñigo Landaluze           | Espagne                   | Euskaltel-Euskadi         | 22 pts                    |
| 5e                        | Joan Horrach              | Espagne                   | Caisse d'Épargne          | 17 pts                    |
| 6e                        | Iban Mayoz                | Espagne                   | Karpin Galicia            | 16 pts                    |
| 7e                        | Matthew Lloyd             | Australie                 | Silence-Lotto             | 15 pts                    |
| 8e                        | Alberto Contador          | Espagne                   | Astana                    | 12 pts                    |
| 9e                        | Paul Martens              | Allemagne                 | Rabobank                  | 10 pts                    |
| 10e                       | Matej Mugerli             | Slovénie                  | Liquigas                  | 7 pts                     |

| Classement de la montagne | Classement de la montagne | Classement de la montagne | Classement de la montagne | Classement de la montagne |
| Coureur                   | Coureur                   | Pays                      | Équipe                    | Points                    |
| ------------------------- | ------------------------- | ------------------------- | ------------------------- | ------------------------- |
| 1er                       | Egoi Martínez             | Espagne                   | Euskaltel-Euskadi         | 46 pts                    |
| 2e                        | Morris Possoni            | Italie                    | High Road                 | 33 pts                    |
| 3e                        | Amets Txurruka            | Espagne                   | Euskaltel-Euskadi         | 24 pts                    |
| 4e                        | Íñigo Landaluze           | Espagne                   | Euskaltel-Euskadi         | 22 pts                    |
| 5e                        | Joan Horrach              | Espagne                   | Caisse d'Épargne          | 17 pts                    |
| 6e                        | Iban Mayoz                | Espagne                   | Karpin Galicia            | 16 pts                    |
| 7e                        | Matthew Lloyd             | Australie                 | Silence-Lotto             | 15 pts                    |
| 8e                        | Alberto Contador          | Espagne                   | Astana                    | 12 pts                    |
| 9e                        | Paul Martens              | Allemagne                 | Rabobank                  | 10 pts                    |
| 10e                       | Matej Mugerli             | Slovénie                  | Liquigas                  | 7 pts                     |

| Classement des sprints | Classement des sprints | Classement des sprints | Classement des sprints | Classement des sprints |
| Coureur                | Coureur                | Pays                   | Équipe                 | Points                 |
| ---------------------- | ---------------------- | ---------------------- | ---------------------- | ---------------------- |
| 1er                    | Iban Mayoz             | Espagne                | Karpin Galicia         | 15 pts                 |
| 2e                     | Morris Possoni         | Italie                 | High Road              | 14 pts                 |
| 3e                     | Egoi Martínez          | Espagne                | Euskaltel-Euskadi      | 10 pts                 |
| 4e                     | Michael Albasini       | Suisse                 | Liquigas               | 8 pts                  |
| 5e                     | Bernhard Kohl          | Autriche               | Gerolsteiner           | 6 pts                  |
| 6e                     | Amets Txurruka         | Espagne                | Euskaltel-Euskadi      | 5 pts                  |
| 7e                     | Paul Martens           | Allemagne              | Rabobank               | 5 pts                  |
| 8e                     | José Luis Arrieta      | Espagne                | AG2R-La Mondiale       | 4 pts                  |
| 9e                     | Paolo Tiralongo        | Italie                 | Lampre                 | 3 pts                  |
| 10e                    | Christophe Brandt      | Belgique               | Silence-Lotto          | 2 pts                  |

| Classement des sprints | Classement des sprints | Classement des sprints | Classement des sprints | Classement des sprints |
| Coureur                | Coureur                | Pays                   | Équipe                 | Points                 |
| ---------------------- | ---------------------- | ---------------------- | ---------------------- | ---------------------- |
| 1er                    | Iban Mayoz             | Espagne                | Karpin Galicia         | 15 pts                 |
| 2e                     | Morris Possoni         | Italie                 | High Road              | 14 pts                 |
| 3e                     | Egoi Martínez          | Espagne                | Euskaltel-Euskadi      | 10 pts                 |
| 4e                     | Michael Albasini       | Suisse                 | Liquigas               | 8 pts                  |
| 5e                     | Bernhard Kohl          | Autriche               | Gerolsteiner           | 6 pts                  |
| 6e                     | Amets Txurruka         | Espagne                | Euskaltel-Euskadi      | 5 pts                  |
| 7e                     | Paul Martens           | Allemagne              | Rabobank               | 5 pts                  |
| 8e                     | José Luis Arrieta      | Espagne                | AG2R-La Mondiale       | 4 pts                  |
| 9e                     | Paolo Tiralongo        | Italie                 | Lampre                 | 3 pts                  |
| 10e                    | Christophe Brandt      | Belgique               | Silence-Lotto          | 2 pts                  |

| Classement par équipes | Classement par équipes          | Classement par équipes | Classement par équipes |
| Équipe                 | Équipe                          | Pays                   | Temps                  |
| ---------------------- | ------------------------------- | ---------------------- | ---------------------- |
| 1re                    | Rabobank                        | Pays-Bas               | 63 h 19 min 24 s       |
| 2e                     | Silence-Lotto                   | Belgique               | + 1 min 12 s           |
| 3e                     | Karpin Galicia                  | Espagne                | + 2 min 27 s           |
| 4e                     | Saunier Duval-Scott             | Espagne                | + 2 min 54 s           |
| 5e                     | Gerolsteiner                    | Allemagne              | + 3 min 13 s           |
| 6e                     | Caisse d'Épargne                | Espagne                | + 4 min 10 s           |
| 7e                     | Astana                          | Luxembourg             | + 5 min 15 s           |
| 8e                     | High Road                       | États-Unis             | + 6 min 19 s           |
| 9e                     | Euskaltel-Euskadi               | Espagne                | + 7 min 41 s           |
| 10e                    | Cofidis-Le Crédit par Téléphone | France                 | + 8 min 05 s           |

| Classement par équipes | Classement par équipes          | Classement par équipes | Classement par équipes |
| Équipe                 | Équipe                          | Pays                   | Temps                  |
| ---------------------- | ------------------------------- | ---------------------- | ---------------------- |
| 1re                    | Rabobank                        | Pays-Bas               | 63 h 19 min 24 s       |
| 2e                     | Silence-Lotto                   | Belgique               | + 1 min 12 s           |
| 3e                     | Karpin Galicia                  | Espagne                | + 2 min 27 s           |
| 4e                     | Saunier Duval-Scott             | Espagne                | + 2 min 54 s           |
| 5e                     | Gerolsteiner                    | Allemagne              | + 3 min 13 s           |
| 6e                     | Caisse d'Épargne                | Espagne                | + 4 min 10 s           |
| 7e                     | Astana                          | Luxembourg             | + 5 min 15 s           |
| 8e                     | High Road                       | États-Unis             | + 6 min 19 s           |
| 9e                     | Euskaltel-Euskadi               | Espagne                | + 7 min 41 s           |
| 10e                    | Cofidis-Le Crédit par Téléphone | France                 | + 8 min 05 s           |

## Évolution des classements
| Étape              |                             | Vainqueur _      | Classement général | Classement par points | Meilleur grimpeur | Meilleur sprinteur | Meilleure équipe _  |
| ------------------ | --------------------------- | ---------------- | ------------------ | --------------------- | ----------------- | ------------------ | ------------------- |
| 1re étape          | étape vallonnée             | Alberto Contador | Alberto Contador   | Alberto Contador      | Egoi Martínez     | Iban Mayoz         | Saunier Duval-Scott |
| 2e étape           | étape vallonnée             | Kim Kirchen      | Alberto Contador   | David Herrero         | Egoi Martínez     | Iban Mayoz         | Saunier Duval-Scott |
| 3e étape           | étape vallonnée             | David Herrero    | Alberto Contador   | David Herrero         | Egoi Martínez     | Iban Mayoz         | Saunier Duval-Scott |
| 4e étape           | étape vallonnée             | Kim Kirchen      | Alberto Contador   | David Herrero         | Egoi Martínez     | Iban Mayoz         | Saunier Duval-Scott |
| 5e étape           | étape vallonnée             | Damiano Cunego   | Alberto Contador   | David Herrero         | Egoi Martínez     | Iban Mayoz         | Silence-Lotto       |
| 6e étape           | contre-la-montre individuel | Alberto Contador | Alberto Contador   | Damiano Cunego        | Egoi Martínez     | Iban Mayoz         | Rabobank            |
| Classements finals | Classements finals          |                  | Alberto Contador   | Damiano Cunego        | Egoi Martínez     | Iban Mayoz         | Rabobank            |

* Contador est le leader du classement mais Ezequiel Mosquera porte le maillot distinctif 

## Liste des participants
| Saunier Duval-Scott SDV | Saunier Duval-Scott SDV              | Saunier Duval-Scott SDV |
| ----------------------- | ------------------------------------ | ----------------------- |
| Num                     | Coureur                              | Pos                     |
| 1                       | José Ángel Gómez Marchante (ESP)     | 19e                     |
| 2                       | Riccardo Riccò (ITA)                 | NP-6                    |
| 3                       | Alberto Fernández de la Puebla (ESP) | 32e                     |
| 4                       | Leonardo Piepoli (ITA)               | NP-6                    |
| 5                       | Iker Camaño (ESP)                    | 36e                     |
| 6                       | Rubén Lobato (ESP)                   | 25e                     |
| 7                       | Beñat Intxausti (ESP)                | 83e                     |
| 8                       | David de la Fuente (ESP)             | 21e                     |

| La Française des jeux FDJ | La Française des jeux FDJ | La Française des jeux FDJ |
| ------------------------- | ------------------------- | ------------------------- |
| Num                       | Coureur                   | Pos                       |
| 11                        | Sandy Casar (FRA)         | 8e                        |
| 12                        | Anthony Roux (FRA)        | AB-5                      |
| 13                        | Jussi Veikkanen (FIN)     | AB-5                      |
| 14                        | Guillaume Levarlet (FRA)  | 46e                       |
| 16                        | Francis Mourey (FRA)      | 95e                       |
| 17                        | Jérémy Roy (FRA)          | AB-5                      |
| 18                        | Tom Stubbe (BEL)          | AB-5                      |

| Caisse d'Épargne GCE | Caisse d'Épargne GCE     | Caisse d'Épargne GCE |
| -------------------- | ------------------------ | -------------------- |
| Num                  | Coureur                  | Pos                  |
| 21                   | Luis León Sánchez (ESP)  | AB-5                 |
| 22                   | Joaquim Rodríguez (ESP)  | 27e                  |
| 23                   | Vladimir Karpets (RUS)   | 37e                  |
| 24                   | David Arroyo (ESP)       | 40e                  |
| 25                   | José Rujano (VEN)        | 82e                  |
| 26                   | David López García (ESP) | 14e                  |
| 27                   | Joan Horrach (ESP)       | 93e                  |
| 28                   | Xabier Zandio (ESP)      | 90e                  |

| Liquigas LIQ | Liquigas LIQ               | Liquigas LIQ |
| ------------ | -------------------------- | ------------ |
| Num          | Coureur                    | Pos          |
| 31           | Manuel Beltrán (ESP)       | 63e          |
| 32           | Leonardo Bertagnolli (ITA) | AB-4         |
| 33           | Michael Albasini (SUI)     | 89e          |
| 34           | Kjell Carlström (FIN)      | 31e          |
| 35           | Dario Cataldo (ITA)        | 86e          |
| 36           | Valerio Agnoli (ITA)       | AB-5         |
| 37           | Matej Mugerli (SLO)        | 45e          |
| 38           | Ivan Santaromita (ITA)     | 99e          |

| Euskaltel-Euskadi EUS | Euskaltel-Euskadi EUS | Euskaltel-Euskadi EUS |
| --------------------- | --------------------- | --------------------- |
| Num                   | Coureur               | Pos                   |
| 41                    | Igor Antón (ESP)      | 13e                   |
| 42                    | Mikel Astarloza (ESP) | 6e                    |
| 43                    | Íñigo Landaluze (ESP) | 84e                   |
| 44                    | Egoi Martínez (ESP)   | 43e                   |
| 45                    | Amets Txurruka (ESP)  | 47e                   |
| 46                    | Jorge Azanza (ESP)    | 72e                   |
| 47                    | Iñaki Isasi (ESP)     | 88e                   |
| 48                    | Iván Velasco (ESP)    | 80e                   |

| Silence-Lotto SIL | Silence-Lotto SIL           | Silence-Lotto SIL |
| ----------------- | --------------------------- | ----------------- |
| Num               | Coureur                     | Pos               |
| 51                | Cadel Evans (AUS)           | 2e                |
| 52                | Mario Aerts (BEL)           | 35e               |
| 53                | Volodymyr Bileka (UKR)      | 38e               |
| 54                | Christophe Brandt (BEL)     | 91e               |
| 55                | Dario Cioni (ITA)           | 51e               |
| 56                | Matthew Lloyd (AUS)         | 77e               |
| 57                | Yaroslav Popovych (UKR)     | 22e               |
| 58                | Jurgen Van den Broeck (BEL) | 23e               |

| Cofidis-Le Crédit par Téléphone COF | Cofidis-Le Crédit par Téléphone COF | Cofidis-Le Crédit par Téléphone COF |
| ----------------------------------- | ----------------------------------- | ----------------------------------- |
| Num                                 | Coureur                             | Pos                                 |
| 61                                  | Sébastien Portal (FRA)              | AB-4                                |
| 62                                  | Bingen Fernández (ESP)              | AB-5                                |
| 63                                  | Julien El Fares (FRA)               | 60e                                 |
| 64                                  | Mickaël Buffaz (FRA)                | AB-5                                |
| 65                                  | Leonardo Duque (COL)                | 34e                                 |
| 66                                  | Steve Zampieri (SUI)                | 66e                                 |
| 67                                  | Amaël Moinard (FRA)                 | 76e                                 |
| 68                                  | Maxime Monfort (BEL)                | 5e                                  |

| AG2R-La Mondiale ALM | AG2R-La Mondiale ALM    | AG2R-La Mondiale ALM |
| -------------------- | ----------------------- | -------------------- |
| Num                  | Coureur                 | Pos                  |
| 71                   | Vladimir Efimkin (RUS)  | 61e                  |
| 72                   | José Luis Arrieta (ESP) | 69e                  |
| 73                   | Rinaldo Nocentini (ITA) | AB-5                 |
| 74                   | Hubert Dupont (FRA)     | 78e                  |
| 75                   | Stéphane Goubert (FRA)  | AB-3                 |
| 76                   | Rene Mandri (EST)       | AB-4                 |
| 77                   | Philip Deignan (IRL)    | AB-5                 |
| 78                   | Blaise Sonnery (FRA)    | AB-5                 |

| Astana AST | Astana AST               | Astana AST |
| ---------- | ------------------------ | ---------- |
| Num        | Coureur                  | Pos        |
| 81         | Alberto Contador (ESP)   | 1er        |
| 82         | José Luis Rubiera (ESP)  | NP-6       |
| 83         | Sergueï Yakovlev (KAZ)   | AB-5       |
| 84         | Christopher Horner (USA) | 41e        |
| 85         | Sérgio Paulinho (POR)    | 59e        |
| 86         | Maxim Iglinskiy (KAZ)    | AB-5       |
| 87         | Daniel Navarro (ESP)     | 55e        |
| 88         | Benjamín Noval (ESP)     | 96e        |

| Quick Step QST | Quick Step QST            | Quick Step QST |
| -------------- | ------------------------- | -------------- |
| Num            | Coureur                   | Pos            |
| 91             | Paolo Bettini (ITA)       | AB-4           |
| 92             | Juan Manuel Gárate (ESP)  | 73e            |
| 93             | Carlos Barredo (ESP)      | NP-3           |
| 94             | Alexander Efimkin (RUS)   | 28e            |
| 95             | Addy Engels (NED)         | 98e            |
| 96             | Andrea Tonti (ITA)        | 64e            |
| 97             | Hubert Schwab (SUI)       | 79e            |
| 98             | Jurgen Van de Walle (BEL) | AB-5           |

| High Road THR | High Road THR             | High Road THR |
| ------------- | ------------------------- | ------------- |
| Num           | Coureur                   | Pos           |
| 101           | Thomas Lövkvist (SWE)     | 71e           |
| 102           | Michael Barry (CAN)       | 85e           |
| 103           | John Devine (USA)         | AB-5          |
| 104           | Kim Kirchen (LUX)         | 7e            |
| 105           | Scott Davis (AUS)         | AB            |
| 106           | Marco Pinotti (ITA)       | 15e           |
| 107           | Morris Possoni (ITA)      | 68e           |
| 108           | Kanstantsin Siutsou (BLR) | 49e           |

| CSC | CSC                        | CSC  |
| --- | -------------------------- | ---- |
| Num | Coureur                    | Pos  |
| 111 | Carlos Sastre (ESP)        | 53e  |
| 112 | Andy Schleck (LUX)         | AB-5 |
| 113 | Fränk Schleck (LUX)        | 10e  |
| 114 | Íñigo Cuesta (ESP)         | AB-5 |
| 115 | Chris Anker Sørensen (DEN) | 67e  |
| 116 | Volodymyr Gustov (UKR)     | AB-5 |
| 117 | Bobby Julich (USA)         | 65e  |
| 118 | Nicki Sørensen (DEN)       | NP-3 |

| Rabobank RAB | Rabobank RAB           | Rabobank RAB |
| ------------ | ---------------------- | ------------ |
| Num          | Coureur                | Pos          |
| 121          | Thomas Dekker (NED)    | 3e           |
| 122          | Mauricio Ardila (COL)  | 20e          |
| 123          | Robert Gesink (NED)    | 12e          |
| 124          | Theo Eltink (NED)      | 70e          |
| 125          | Paul Martens (GER)     | 94e          |
| 126          | Koos Moerenhout (NED)  | AB-4         |
| 127          | Grischa Niermann (GER) | 74e          |
| 128          | Laurens ten Dam (NED)  | 29e          |

| Crédit Agricole C.A | Crédit Agricole C.A       | Crédit Agricole C.A |
| ------------------- | ------------------------- | ------------------- |
| Num                 | Coureur                   | Pos                 |
| 131                 | Alexandre Botcharov (RUS) | 62e                 |
| 132                 | Pietro Caucchioli (ITA)   | 42e                 |
| 133                 | Dmitriy Fofonov (KAZ)     | 26e                 |
| 134                 | Simon Gerrans (AUS)       | 50e                 |
| 135                 | Patrice Halgand (FRA)     | AB-5                |
| 136                 | Christophe Le Mével (FRA) | AB-3                |
| 137                 | Christophe Kern (FRA)     | AB-4                |
| 138                 | Maxime Méderel (FRA)      | AB-4                |

| Team Milram MRM | Team Milram MRM          | Team Milram MRM |
| --------------- | ------------------------ | --------------- |
| Num             | Coureur                  | Pos             |
| 141             | Igor Astarloa (ESP)      | AB-5            |
| 142             | Andriy Grivko (UKR)      | 30e             |
| 143             | Sergio Ghisalberti (ITA) | 33e             |
| 144             | Matej Jurčo (SVK)        | AB-5            |
| 145             | Dominik Roels (GER)      | 87e             |
| 146             | Björn Schröder (GER)     | AB-5            |
| 147             | Sebastian Schwager (GER) | AB-5            |
| 148             | Peter Velits (SVK)       | 24e             |

| Lampre LAM | Lampre LAM              | Lampre LAM |
| ---------- | ----------------------- | ---------- |
| Num        | Coureur                 | Pos        |
| 151        | Damiano Cunego (ITA)    | 4e         |
| 152        | Marzio Bruseghin (ITA)  | AB-5       |
| 153        | Patxi Vila (ESP)        | 17e        |
| 154        | Matteo Bono (ITA)       | AB-5       |
| 155        | Marco Marzano (ITA)     | 58e        |
| 156        | Daniele Righi (ITA)     | 75e        |
| 157        | Francesco Gavazzi (ITA) | 48e        |
| 158        | Paolo Tiralongo (ITA)   | 44e        |

| Gerolsteiner GST | Gerolsteiner GST        | Gerolsteiner GST |
| ---------------- | ----------------------- | ---------------- |
| Num              | Coureur                 | Pos              |
| 161              | Davide Rebellin (ITA)   | 11e              |
| 162              | Stefan Schumacher (GER) | 16e              |
| 163              | Bernhard Kohl (AUT)     | 56e              |
| 164              | Fabian Wegmann (GER)    | AB-5             |
| 165              | Markus Fothen (GER)     | AB-5             |
| 166              | Andrea Moletta (ITA)    | AB-5             |
| 167              | Matthias Russ (GER)     | 97e              |
| 168              | Oliver Zaugg (SUI)      | 39e              |

| Bouygues Telecom BTL | Bouygues Telecom BTL      | Bouygues Telecom BTL |
| -------------------- | ------------------------- | -------------------- |
| Num                  | Coureur                   | Pos                  |
| 171                  | Giovanni Bernaudeau (FRA) | AB-5                 |
| 172                  | Xavier Florencio (ESP)    | 54e                  |
| 173                  | Dimitri Champion (FRA)    | AB-5                 |
| 174                  | Laurent Lefèvre (FRA)     | AB-5                 |
| 175                  | Evgueni Sokolov (RUS)     | AB-5                 |
| 176                  | Matthieu Sprick (FRA)     | NP-4                 |
| 177                  | Yury Trofimov (RUS)       | 52e                  |
| 178                  | Johann Tschopp (SUI)      | 18e                  |

| Karpin Galicia KGZ | Karpin Galicia KGZ          | Karpin Galicia KGZ |
| ------------------ | --------------------------- | ------------------ |
| Num                | Coureur                     | Pos                |
| 181                | Ezequiel Mosquera (ESP)     | 9e                 |
| 182                | David García Dapena (ESP)   | NP-6               |
| 183                | David Herrero (ESP)         | NP-6               |
| 184                | Iban Mayoz (ESP)            | 81e                |
| 185                | Eduard Vorganov (RUS)       | 57e                |
| 186                | Alejandro Paleo (ESP)       | AB-4               |
| 187                | Juan Francisco Mourón (ESP) | 92e                |

| Saunier Duval-Scott SDV | Saunier Duval-Scott SDV              | Saunier Duval-Scott SDV |
| ----------------------- | ------------------------------------ | ----------------------- |
| Num                     | Coureur                              | Pos                     |
| 1                       | José Ángel Gómez Marchante (ESP)     | 19e                     |
| 2                       | Riccardo Riccò (ITA)                 | NP-6                    |
| 3                       | Alberto Fernández de la Puebla (ESP) | 32e                     |
| 4                       | Leonardo Piepoli (ITA)               | NP-6                    |
| 5                       | Iker Camaño (ESP)                    | 36e                     |
| 6                       | Rubén Lobato (ESP)                   | 25e                     |
| 7                       | Beñat Intxausti (ESP)                | 83e                     |
| 8                       | David de la Fuente (ESP)             | 21e                     |

| La Française des jeux FDJ | La Française des jeux FDJ | La Française des jeux FDJ |
| ------------------------- | ------------------------- | ------------------------- |
| Num                       | Coureur                   | Pos                       |
| 11                        | Sandy Casar (FRA)         | 8e                        |
| 12                        | Anthony Roux (FRA)        | AB-5                      |
| 13                        | Jussi Veikkanen (FIN)     | AB-5                      |
| 14                        | Guillaume Levarlet (FRA)  | 46e                       |
| 16                        | Francis Mourey (FRA)      | 95e                       |
| 17                        | Jérémy Roy (FRA)          | AB-5                      |
| 18                        | Tom Stubbe (BEL)          | AB-5                      |

| Caisse d'Épargne GCE | Caisse d'Épargne GCE     | Caisse d'Épargne GCE |
| -------------------- | ------------------------ | -------------------- |
| Num                  | Coureur                  | Pos                  |
| 21                   | Luis León Sánchez (ESP)  | AB-5                 |
| 22                   | Joaquim Rodríguez (ESP)  | 27e                  |
| 23                   | Vladimir Karpets (RUS)   | 37e                  |
| 24                   | David Arroyo (ESP)       | 40e                  |
| 25                   | José Rujano (VEN)        | 82e                  |
| 26                   | David López García (ESP) | 14e                  |
| 27                   | Joan Horrach (ESP)       | 93e                  |
| 28                   | Xabier Zandio (ESP)      | 90e                  |

| Liquigas LIQ | Liquigas LIQ               | Liquigas LIQ |
| ------------ | -------------------------- | ------------ |
| Num          | Coureur                    | Pos          |
| 31           | Manuel Beltrán (ESP)       | 63e          |
| 32           | Leonardo Bertagnolli (ITA) | AB-4         |
| 33           | Michael Albasini (SUI)     | 89e          |
| 34           | Kjell Carlström (FIN)      | 31e          |
| 35           | Dario Cataldo (ITA)        | 86e          |
| 36           | Valerio Agnoli (ITA)       | AB-5         |
| 37           | Matej Mugerli (SLO)        | 45e          |
| 38           | Ivan Santaromita (ITA)     | 99e          |

| Euskaltel-Euskadi EUS | Euskaltel-Euskadi EUS | Euskaltel-Euskadi EUS |
| --------------------- | --------------------- | --------------------- |
| Num                   | Coureur               | Pos                   |
| 41                    | Igor Antón (ESP)      | 13e                   |
| 42                    | Mikel Astarloza (ESP) | 6e                    |
| 43                    | Íñigo Landaluze (ESP) | 84e                   |
| 44                    | Egoi Martínez (ESP)   | 43e                   |
| 45                    | Amets Txurruka (ESP)  | 47e                   |
| 46                    | Jorge Azanza (ESP)    | 72e                   |
| 47                    | Iñaki Isasi (ESP)     | 88e                   |
| 48                    | Iván Velasco (ESP)    | 80e                   |

| Silence-Lotto SIL | Silence-Lotto SIL           | Silence-Lotto SIL |
| ----------------- | --------------------------- | ----------------- |
| Num               | Coureur                     | Pos               |
| 51                | Cadel Evans (AUS)           | 2e                |
| 52                | Mario Aerts (BEL)           | 35e               |
| 53                | Volodymyr Bileka (UKR)      | 38e               |
| 54                | Christophe Brandt (BEL)     | 91e               |
| 55                | Dario Cioni (ITA)           | 51e               |
| 56                | Matthew Lloyd (AUS)         | 77e               |
| 57                | Yaroslav Popovych (UKR)     | 22e               |
| 58                | Jurgen Van den Broeck (BEL) | 23e               |

| Cofidis-Le Crédit par Téléphone COF | Cofidis-Le Crédit par Téléphone COF | Cofidis-Le Crédit par Téléphone COF |
| ----------------------------------- | ----------------------------------- | ----------------------------------- |
| Num                                 | Coureur                             | Pos                                 |
| 61                                  | Sébastien Portal (FRA)              | AB-4                                |
| 62                                  | Bingen Fernández (ESP)              | AB-5                                |
| 63                                  | Julien El Fares (FRA)               | 60e                                 |
| 64                                  | Mickaël Buffaz (FRA)                | AB-5                                |
| 65                                  | Leonardo Duque (COL)                | 34e                                 |
| 66                                  | Steve Zampieri (SUI)                | 66e                                 |
| 67                                  | Amaël Moinard (FRA)                 | 76e                                 |
| 68                                  | Maxime Monfort (BEL)                | 5e                                  |

| AG2R-La Mondiale ALM | AG2R-La Mondiale ALM    | AG2R-La Mondiale ALM |
| -------------------- | ----------------------- | -------------------- |
| Num                  | Coureur                 | Pos                  |
| 71                   | Vladimir Efimkin (RUS)  | 61e                  |
| 72                   | José Luis Arrieta (ESP) | 69e                  |
| 73                   | Rinaldo Nocentini (ITA) | AB-5                 |
| 74                   | Hubert Dupont (FRA)     | 78e                  |
| 75                   | Stéphane Goubert (FRA)  | AB-3                 |
| 76                   | Rene Mandri (EST)       | AB-4                 |
| 77                   | Philip Deignan (IRL)    | AB-5                 |
| 78                   | Blaise Sonnery (FRA)    | AB-5                 |

| Astana AST | Astana AST               | Astana AST |
| ---------- | ------------------------ | ---------- |
| Num        | Coureur                  | Pos        |
| 81         | Alberto Contador (ESP)   | 1er        |
| 82         | José Luis Rubiera (ESP)  | NP-6       |
| 83         | Sergueï Yakovlev (KAZ)   | AB-5       |
| 84         | Christopher Horner (USA) | 41e        |
| 85         | Sérgio Paulinho (POR)    | 59e        |
| 86         | Maxim Iglinskiy (KAZ)    | AB-5       |
| 87         | Daniel Navarro (ESP)     | 55e        |
| 88         | Benjamín Noval (ESP)     | 96e        |

| Quick Step QST | Quick Step QST            | Quick Step QST |
| -------------- | ------------------------- | -------------- |
| Num            | Coureur                   | Pos            |
| 91             | Paolo Bettini (ITA)       | AB-4           |
| 92             | Juan Manuel Gárate (ESP)  | 73e            |
| 93             | Carlos Barredo (ESP)      | NP-3           |
| 94             | Alexander Efimkin (RUS)   | 28e            |
| 95             | Addy Engels (NED)         | 98e            |
| 96             | Andrea Tonti (ITA)        | 64e            |
| 97             | Hubert Schwab (SUI)       | 79e            |
| 98             | Jurgen Van de Walle (BEL) | AB-5           |

| High Road THR | High Road THR             | High Road THR |
| ------------- | ------------------------- | ------------- |
| Num           | Coureur                   | Pos           |
| 101           | Thomas Lövkvist (SWE)     | 71e           |
| 102           | Michael Barry (CAN)       | 85e           |
| 103           | John Devine (USA)         | AB-5          |
| 104           | Kim Kirchen (LUX)         | 7e            |
| 105           | Scott Davis (AUS)         | AB            |
| 106           | Marco Pinotti (ITA)       | 15e           |
| 107           | Morris Possoni (ITA)      | 68e           |
| 108           | Kanstantsin Siutsou (BLR) | 49e           |

| CSC | CSC                        | CSC  |
| --- | -------------------------- | ---- |
| Num | Coureur                    | Pos  |
| 111 | Carlos Sastre (ESP)        | 53e  |
| 112 | Andy Schleck (LUX)         | AB-5 |
| 113 | Fränk Schleck (LUX)        | 10e  |
| 114 | Íñigo Cuesta (ESP)         | AB-5 |
| 115 | Chris Anker Sørensen (DEN) | 67e  |
| 116 | Volodymyr Gustov (UKR)     | AB-5 |
| 117 | Bobby Julich (USA)         | 65e  |
| 118 | Nicki Sørensen (DEN)       | NP-3 |

| Rabobank RAB | Rabobank RAB           | Rabobank RAB |
| ------------ | ---------------------- | ------------ |
| Num          | Coureur                | Pos          |
| 121          | Thomas Dekker (NED)    | 3e           |
| 122          | Mauricio Ardila (COL)  | 20e          |
| 123          | Robert Gesink (NED)    | 12e          |
| 124          | Theo Eltink (NED)      | 70e          |
| 125          | Paul Martens (GER)     | 94e          |
| 126          | Koos Moerenhout (NED)  | AB-4         |
| 127          | Grischa Niermann (GER) | 74e          |
| 128          | Laurens ten Dam (NED)  | 29e          |

| Crédit Agricole C.A | Crédit Agricole C.A       | Crédit Agricole C.A |
| ------------------- | ------------------------- | ------------------- |
| Num                 | Coureur                   | Pos                 |
| 131                 | Alexandre Botcharov (RUS) | 62e                 |
| 132                 | Pietro Caucchioli (ITA)   | 42e                 |
| 133                 | Dmitriy Fofonov (KAZ)     | 26e                 |
| 134                 | Simon Gerrans (AUS)       | 50e                 |
| 135                 | Patrice Halgand (FRA)     | AB-5                |
| 136                 | Christophe Le Mével (FRA) | AB-3                |
| 137                 | Christophe Kern (FRA)     | AB-4                |
| 138                 | Maxime Méderel (FRA)      | AB-4                |

| Team Milram MRM | Team Milram MRM          | Team Milram MRM |
| --------------- | ------------------------ | --------------- |
| Num             | Coureur                  | Pos             |
| 141             | Igor Astarloa (ESP)      | AB-5            |
| 142             | Andriy Grivko (UKR)      | 30e             |
| 143             | Sergio Ghisalberti (ITA) | 33e             |
| 144             | Matej Jurčo (SVK)        | AB-5            |
| 145             | Dominik Roels (GER)      | 87e             |
| 146             | Björn Schröder (GER)     | AB-5            |
| 147             | Sebastian Schwager (GER) | AB-5            |
| 148             | Peter Velits (SVK)       | 24e             |

| Lampre LAM | Lampre LAM              | Lampre LAM |
| ---------- | ----------------------- | ---------- |
| Num        | Coureur                 | Pos        |
| 151        | Damiano Cunego (ITA)    | 4e         |
| 152        | Marzio Bruseghin (ITA)  | AB-5       |
| 153        | Patxi Vila (ESP)        | 17e        |
| 154        | Matteo Bono (ITA)       | AB-5       |
| 155        | Marco Marzano (ITA)     | 58e        |
| 156        | Daniele Righi (ITA)     | 75e        |
| 157        | Francesco Gavazzi (ITA) | 48e        |
| 158        | Paolo Tiralongo (ITA)   | 44e        |

| Gerolsteiner GST | Gerolsteiner GST        | Gerolsteiner GST |
| ---------------- | ----------------------- | ---------------- |
| Num              | Coureur                 | Pos              |
| 161              | Davide Rebellin (ITA)   | 11e              |
| 162              | Stefan Schumacher (GER) | 16e              |
| 163              | Bernhard Kohl (AUT)     | 56e              |
| 164              | Fabian Wegmann (GER)    | AB-5             |
| 165              | Markus Fothen (GER)     | AB-5             |
| 166              | Andrea Moletta (ITA)    | AB-5             |
| 167              | Matthias Russ (GER)     | 97e              |
| 168              | Oliver Zaugg (SUI)      | 39e              |

| Bouygues Telecom BTL | Bouygues Telecom BTL      | Bouygues Telecom BTL |
| -------------------- | ------------------------- | -------------------- |
| Num                  | Coureur                   | Pos                  |
| 171                  | Giovanni Bernaudeau (FRA) | AB-5                 |
| 172                  | Xavier Florencio (ESP)    | 54e                  |
| 173                  | Dimitri Champion (FRA)    | AB-5                 |
| 174                  | Laurent Lefèvre (FRA)     | AB-5                 |
| 175                  | Evgueni Sokolov (RUS)     | AB-5                 |
| 176                  | Matthieu Sprick (FRA)     | NP-4                 |
| 177                  | Yury Trofimov (RUS)       | 52e                  |
| 178                  | Johann Tschopp (SUI)      | 18e                  |

| Karpin Galicia KGZ | Karpin Galicia KGZ          | Karpin Galicia KGZ |
| ------------------ | --------------------------- | ------------------ |
| Num                | Coureur                     | Pos                |
| 181                | Ezequiel Mosquera (ESP)     | 9e                 |
| 182                | David García Dapena (ESP)   | NP-6               |
| 183                | David Herrero (ESP)         | NP-6               |
| 184                | Iban Mayoz (ESP)            | 81e                |
| 185                | Eduard Vorganov (RUS)       | 57e                |
| 186                | Alejandro Paleo (ESP)       | AB-4               |
| 187                | Juan Francisco Mourón (ESP) | 92e                |